# مونيكا لو
مونيكا لو هي متسابقة ملكة الجمال وعارضة وممثلة كندية، ولدت في 26 سبتمبر 1978 بتورونتو في كندا.

## وصلات خارجية
- مونيكا لو على موقع IMDb (الإنجليزية)
- مونيكا لو على موقع أول موفي (الإنجليزية)
- مونيكا لو على موقع قاعدة بيانات الفيلم (الإنجليزية)
- مونيكا لو على موقع كينوبويسك (الروسية)